# Dick Ask
Dick Holger Ask, född 8 oktober 1947 i Överluleå, Norrbotten, är en svensk musiker och skådespelare.
Ask har som trummis varit medlem i Anton Svedbergs Swängjäng och Norrbottens Järn, men även medverkat på musikalbum med Andreas Aarflot, Norrlåtar och Maria Rosén.

## Filmmusik
- 1982 – Vägen hem ...

## Filmografi
- 1997 – Vildängel
- 2006 – Möbelhandlarens dotter (TV-serie)

### Fotnoter
1. ↑  ”Dick Ask”. Svensk Filmdatabas. http://www.sfi.se/sv/svensk-filmdatabas/Item/?type=PERSON&itemid=227447&ref=%2ftemplates%2fSwedishFilmSearchResult.aspx%3fid%3d1225%26epslanguage%3dsv%26searchword%3dDick+Ask%26type%3dPerson%26match%3dBegin%26page%3d1%26prom%3dFalse. Läst 24 september 2012.